# Pogonodon
Pogonodon — викопний рід котовидих ссавців з родини німравідів, ендемічний для Північної Америки в олігоцені.

## Галерея

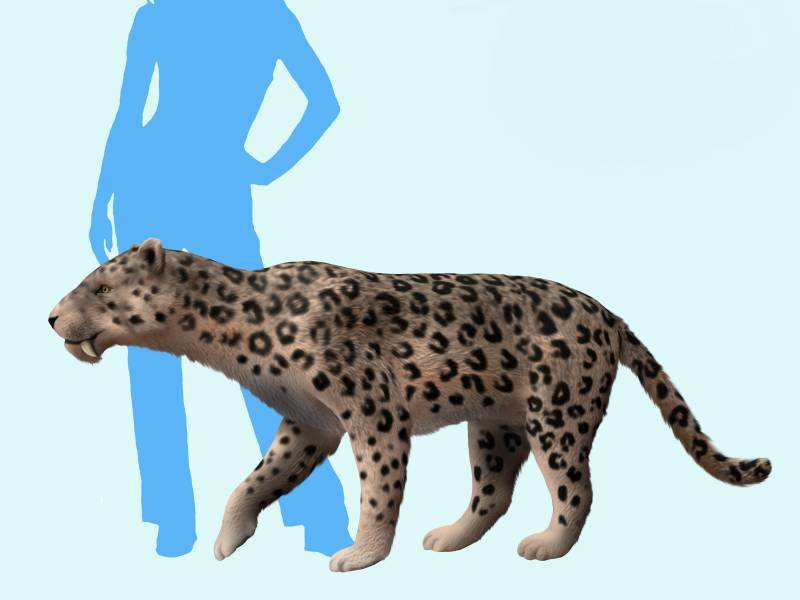
Порівняння розмірів Pogonodon з людиною
Художня реконструкція. На дереві зі здобиччю — Pogonodon